# Ashley McBryde
Ashley Dyan McBryde (Waldron, 29 luglio 1983) è una cantautrice statunitense.

## Biografia
Ashley McBryde ha iniziato a suonare la chitarra di suo padre da adolescente e, dopo aver frequentato l'Arkansas State University, ha pubblicato un album in modo indipendente. Nel 2007 si è trasferita a Nashville, nel Tennessee, per intraprendere una carriera musicale nel genere country, vincendo il contest Country Showdown sia nel 2009 che nel 2010. Ha pubblicato un secondo album nel 2011, e ha iniziato a girare gli Stati Uniti con vari artisti. Nel 2016 ha diffuso un EP intitolato Jalopies & Expensive Guitars, ed il cantante Eric Church ha scoperto la sua musica invitandola ai suoi concerti.
A settembre 2017 ha firmato un contratto discografico con la Warner Records Nashville, che ha pubblicato il singolo A Little Dive Bar in Dahlonega. È stata inclusa nella lista stilata dal New York Times delle migliori canzoni del 2017, e in una riguardante le canzoni country del Rolling Stone. Ha ricevuto popolarità nelle stazioni radiofoniche country statunitensi, classificandosi 30º nella Hot Country Songs. Il primo album di McBryde distribuito da una casa discografica, intitolato Girl Going Nowhere, prodotto da Jay Joyce, è stato reso disponibile il 30 marzo 2018 ed ha debuttato alla 49ª posizione della Billboard 200. È stato promosso dai singoli Radioland e Girl Goin' Nowhere; quest'ultimo ha ricevuto due candidature ai Grammy Awards 2020. Nel 2019 ha ricevuto una vittoria ai Country Music Association Awards e ai CMT Music Award, due candidature agli Academy of Country Music Awards, vincendone una, ed è stata nominata in una categoria ai Grammy Awards 2019 e, grazie alla sua performance a CBS This Morning, ai Daytime Emmy Awards 2019.
A settembre 2019 è stato pubblicato il singolo One Night Standards, che ha raggiunto il 76º posto nella Billboard Hot 100. L'album Never Will è stato pubblicato ad aprile 2020 ed ha esordito in 54ª posizione nella Billboard 200.

## Stili musicali e influenze
Lo stile musicale di McBryde combina il country con i generi del rock, del bluegrass, del country pop e del country rock. Per quanto riguarda l'influenza del suo stile musicale, McBryde cita Mary Chapin Carpenter, Charlie Daniels, Patty Loveless e Hank Williams.

## Discografia

### Album in studio
- 2006 – Ashley McBryde
- 2011 – Elsebound
- 2018 – Girl Going Nowhere
- 2020 – Never Will
- 2023 - The Devil I Know

### EP
- 2016 – Jalopies & Expensive Guitars

### Singoli
- 2017 – A Little Dive Bar in Dahlonega
- 2018 – Radioland
- 2018 – Girl Goin' Nowhere
- 2019 – One Night Standards